# Les Costes (Llimiana)
Les Costes és una costa de muntanya del terme municipal de Llimiana, al Pallars Jussà.
Estan situades a llevant de Llimiana, a migdia de l'extrem occidental de la Serra de la Vall de Llimiana, s].ota i al sud del lloc on hi ha les restes de l'església romànica de Sant Andreu de Llimiana.
Pels seus peus discorre la carretera local de Llimiana a la Vall de Barcedana i pla inclinat on hi ha la major part de les masies de Llimiana.